# Leoncio Prado (distrito de Lucanas)
Leoncio Prado é um distrito do peru, departamento de Ayacucho, localizada na província de Lucanas.

## Transporte
O distrito de Leoncio Prado é servido pela seguinte rodovia:
- PE-30A, que liga o distrito de Nazca (Região de Ica) à cidade de Abancay (Região de Apurímac) [1][2][3]